# Can Riuró (Vilademuls)
Can Riuró és una masia de Vilademuls (Pla de l'Estany) inclosa a l'Inventari del Patrimoni Arquitectònic de Catalunya.

## Descripció
Construcció rural de planta rectangular. Es desenvolupa en planta baixa i dos pisos i presenta coberta de teula àrab a dues vessants. Les parets portants són de maçoneria amb carreus a les cantonades i emmarcats de les obertures. Interiorment s'estructura en tres crugies perpendiculars a la façana principal. Adossats a les façanes nord i est hi ha cossos annexes. Davant la façana sud hi ha l'era, que encara conserva la pavimentació original amb toves. Des del carrer s'accedeix directament a l'era per un portal de barri.
A l'altra banda de l'era i davant la façana sud hi ha un paller fet amb murs de maçoneria, pilar en cantonada de pedra i coberta de quadrats, llates i teula àrab.